# Cauca (folyó)
A Cauca Kolumbia egyik jelentős folyója.

## Története
A régi indiánok Breduncónak nevezték, a mai Cauca szó eredete nem bizonyos, többféle elmélet létezik rá: van, amelyik szerint a kecsua nyelvből származik, egy másik szerint egy régi kacika nevével áll összefüggésben. A partok közelében élő őslakók a folyó által kínált víziutat régóta használták  élelmiszer és eszközök kereskedelmére, majd a spanyol gyarmatosítás idején és után katonákat és ellátmányokat is hajóztattak itt a mai Risaralda és Antioquia megyék területének hódító hadjáratai során. A gőzhajózás, bár a Magdalena folyón már 1823 óta folyt, a Caucán csak a 19. század végén indult meg. A gőzhajózási lehetőségek felmérése és tervezése 1883-ban kezdődött, bennük úttörő szerepet vállalt a német Carl Hauer Simmonds, aki többek között azzal a nehéz feladattal is megbirkózott, hogy az Angliából Buenaventura kikötőjébe szállított, darabokra bontott hajó alkatrészeit öszvérháton az Andok nyugati hegyláncán átjuttatva újra összeállítsa az első, Cauca névre keresztelt gőzöst. Ezt a hajót 1888. február 29-én avatták fel ünnepélyesen. Az 1910-es évektől kezdve a vasút és egy új híd kiépítésének következtében a gőzhajózás jelentősége fokozatosan visszaesett.

## Földrajz
A folyó Kolumbia délnyugati részén, Cauca megye területén ered, a Páramo de Sotará nevű helyen mintegy 3900 m-es tengerszint feletti magasságban, majd az Andok nyugati és középső kordillerája között hét megyét érintve nagyjából észak felé folyik, összesen 1350 km-en keresztül, ahol Pinillos község területén a Magdalena folyóba torkollik. Első 170 km-én, az úgynevezett Felső-Cauca vidéken meredek esésű, majd 436 km-en keresztül a Cauca-völgy nevű völgyben folyik, igen kicsi eséssel. Az ezután következő, La Virginiától kezdődő, 400 km-es középső szakaszán valamivel ismét meredekebb, majd Tarazától, az alsó folyásánál ismét laposabb vidékekre ér.
A folyó partján fekvő legjelentősebb város Cali, a folyó fölött átívelő hidak közül a leghíresebb a Puente de Occidente nevű műemlék függőhíd.

## Környezetvédelmi problémák
A Cauca folyó esetében a száraz időszakok miatti vízhiány mellett nagy problémát jelent a környezetszennyezés. 2016-ban úgy becsülték, mintegy 4000 háztartás és üzlet közvetlenül a folyó medrébe dobja hulladékait, a mezőgazdaságban felhasznált anyagok, például műtrágyák pedig nagy mennyiségben szivárognak bele a vízbe. A Río Cauca Alapítvány szerint másodpercenként két köbméter szennyeződés kerül a folyóba.

## Képek

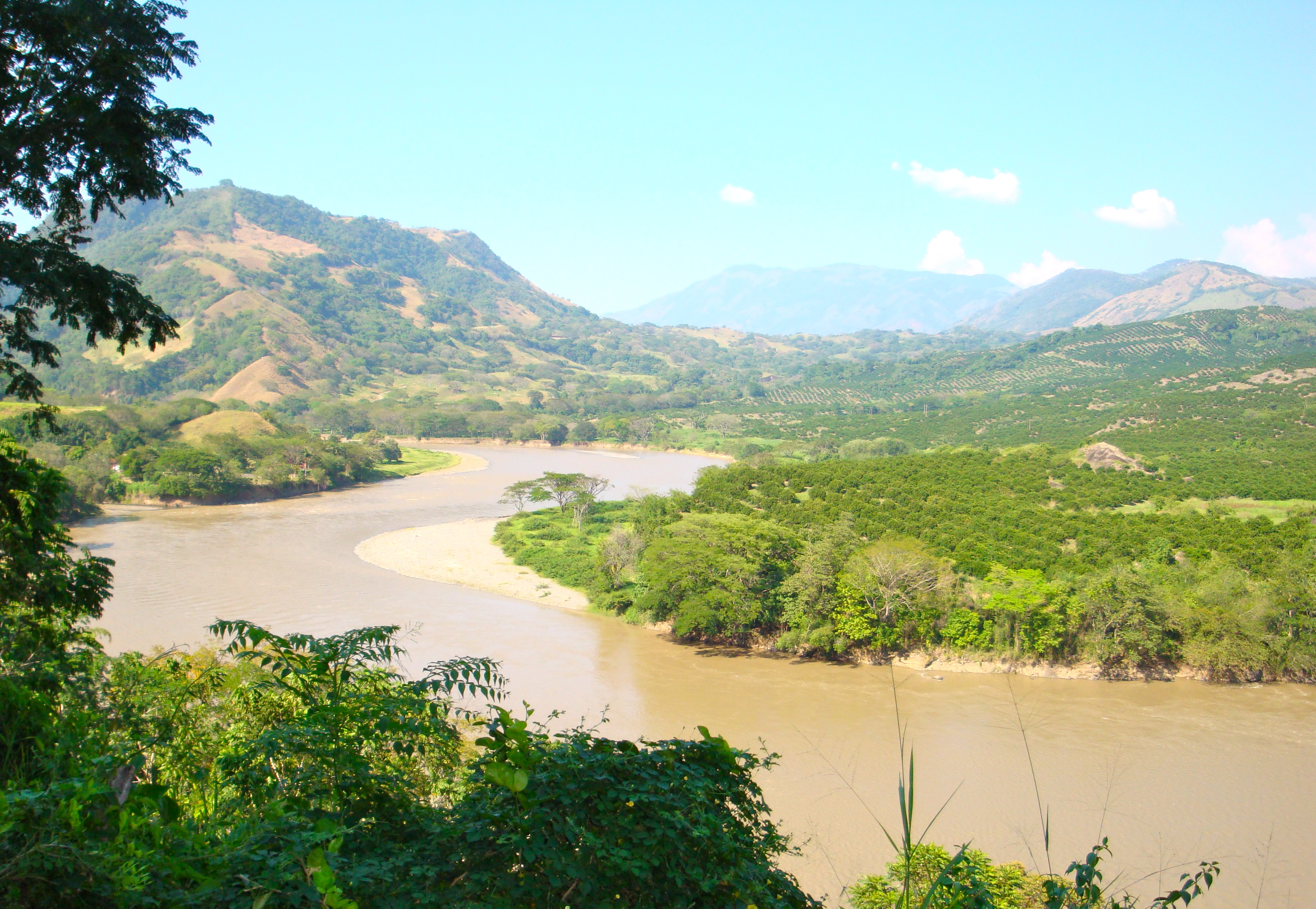
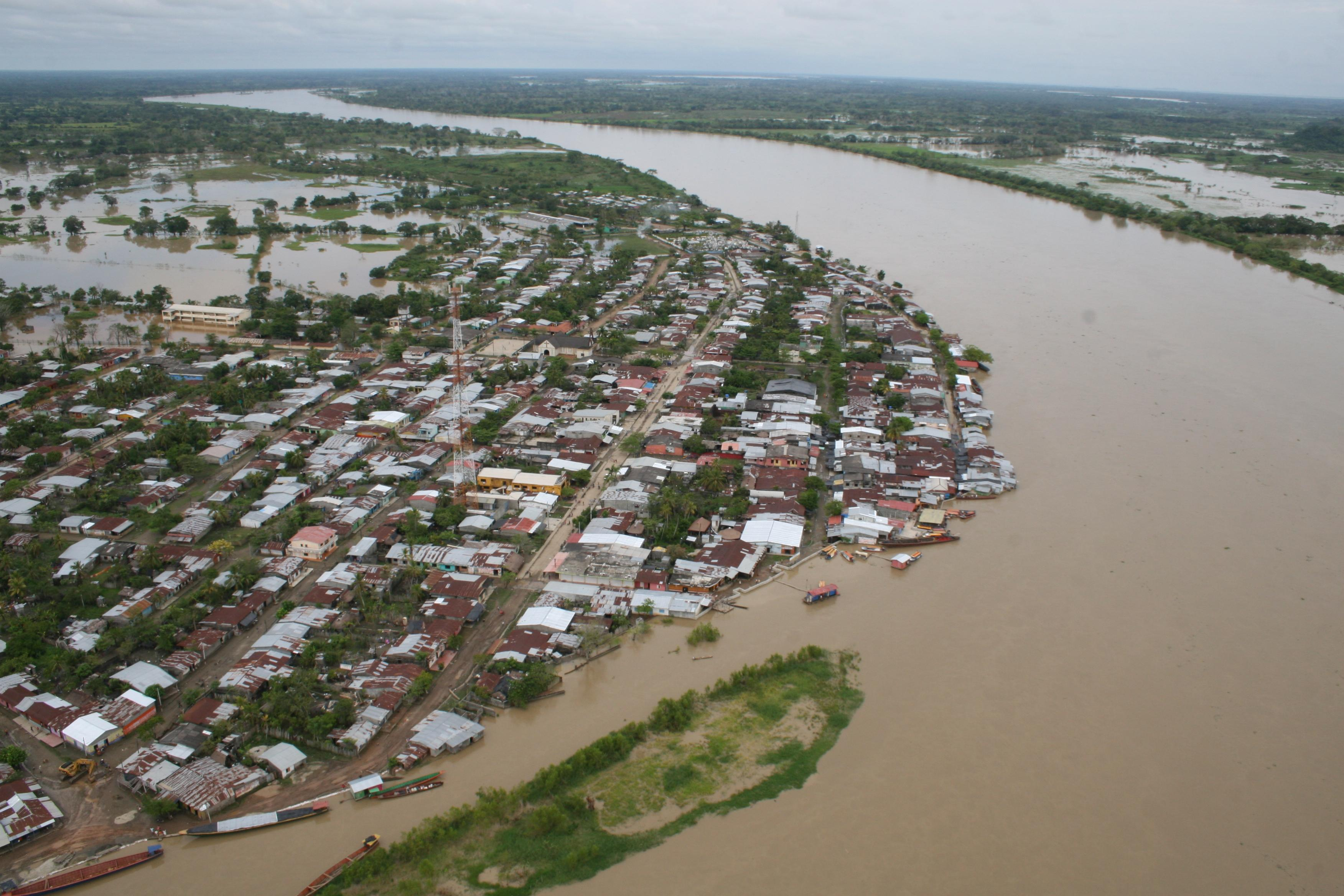
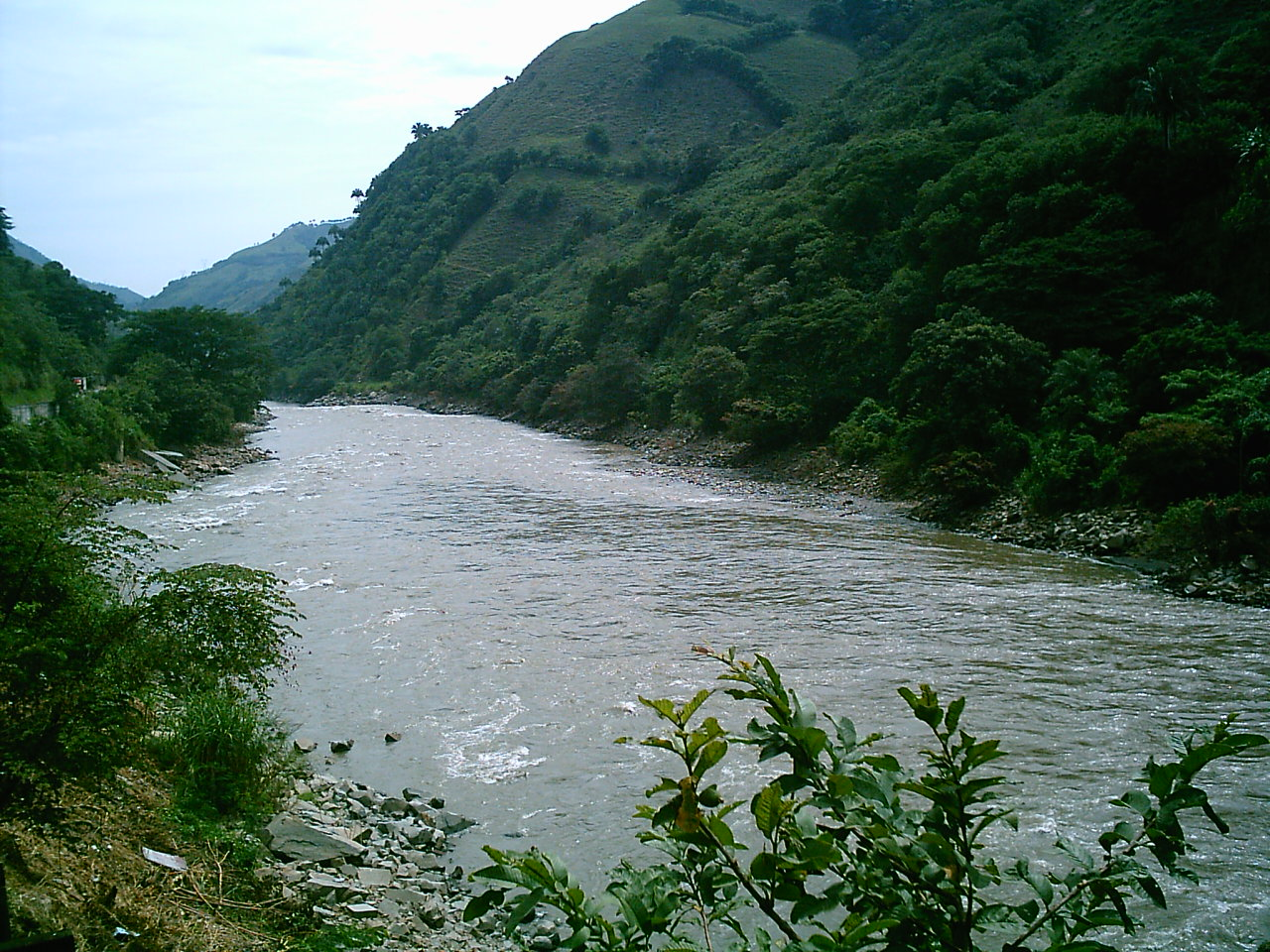
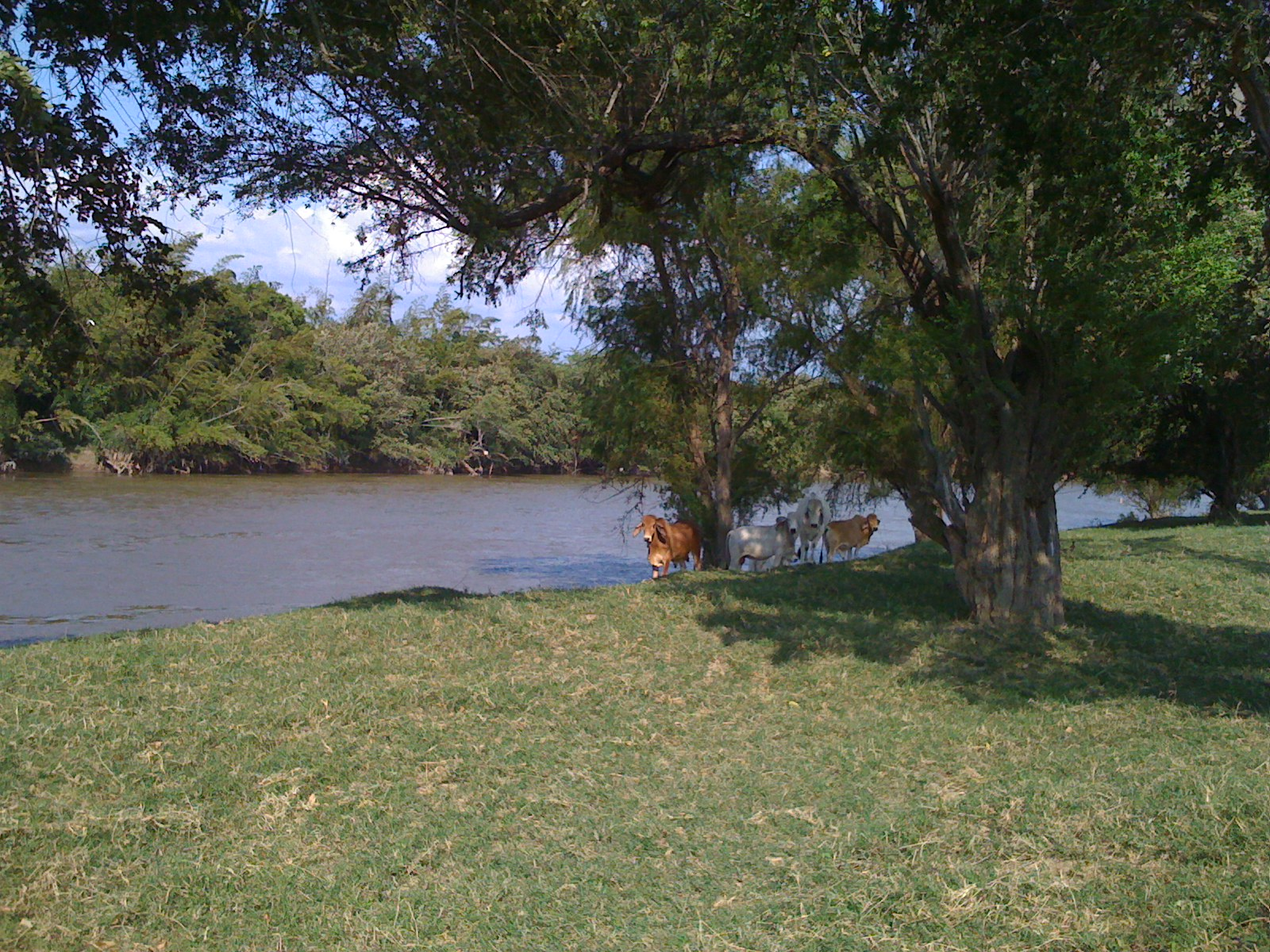